# Vaudringhem
Vaudringhem település Franciaországban, Pas-de-Calais megyében. Lakosainak száma 488 fő (2022. január 1.). Vaudringhem Nielles-lès-Bléquin, Campagne-lès-Boulonnais, Ledinghem, Thiembronne és Wismes községekkel határos.

## Népesség
A település népessége az elmúlt években az alábbi módon változott:
| Lakosok száma | 513  | 533  | 547  | 532  | 519  | 506  | 501  | 497  | 488  |
|               | 2013 | 2015 | 2016 | 2017 | 2018 | 2019 | 2020 | 2021 | 2022 |